# Таємне життя (фільм)
Таємне життя (англ. Extramarital) — американський трилер 1998 року.

## Сюжет
Елізабет готова пожертвувати всім, щоб стати журналісткою. Ця нав'язлива ідея руйнує її життя, божевільна захопленість письменством відштовхує від неї близьких людей. Виснажена невдачами, майже зневірена, вона знаходить себе після знайомства із загадковою жінкою на ім'я Енн. Зразкова дружина і зваблива коханка, Енн веде подвійну гру. Її історія настільки захоплює Елізабет, що та вирішує написати розповідь про таємне життя подруги. Видавець з захопленням відгукується про її роботу і вимагає продовження, але під час одного з побачень Енн несподівано гине від руки невідомого в масці.  Затіявши журналістське розслідування, Елізабет все ближче підбирається до розгадки. Але в подібних іграх є правило: чим більше знаєш, тим менше живеш.

## У ролях
- Трейсі Лордс — Елізабет
- Джефф Фейгі — Гріффін
- Брайан Блум — Боб
- Марія Діаз — Енн
- Наталі Карп — Лорі
- Джек Керріган — Ерік Бартон
- Сьюзен Бйун — масажистка
- Майкл Ґрін — Дуг Джеймс
- Том Кіґен — кредитний експерт
- Емі Мотта — Дженніфер
- Жанетт О'Коннером — Френсіс
- Адам Кендрік — джентльмен
- Семмі Ротібі — Тайрон
- А. Дж. Теннен — Карл
- Крейг Степп — прихильник 1